# Matt Goss
Matthew Weston Goss (Londra, 29 settembre 1968) è un cantante e musicista britannico.
L'apice del successo lo raggiunge tra il 1988 ed il 1991 con i Bros insieme al fratello gemello Luke Goss (batteria) e all'amico Craig Logan (basso), di un anno più giovane.

## Le origini
I gemelli Goss iniziano a suonare a 12 anni: prima di unirsi a Logan si cimentano per diverso tempo nei club londinesi cambiando spesso nome (Ice, Caviar, Summerhouse) e mostrando una certa dimestichezza con le performance live. La formazione a tre inizia ad esercitarsi con costanza e a definire il proprio sound nel 1984. Nel 1987 (insieme a Logan) raggiungono un accordo con la CBS dopo essere stati notati dal produttore/tastierista Nicky Graham e scritturati da Tom Watkins, già manager dei Pet Shop Boys.

## 1987/88: Push
A fine anno viene pubblicato il loro primo singolo, I owe you nothing, che raggiunge il numero 80 in classifica. Nei primi mesi del 1988 arriva il secondo singolo, When Will I Be Famous? che come il predecessore parte a rilento ma dopo un po' di promozione (live show, apparizioni televisive) inizia a vendere imperterrito e raggiunge il numero 2. Segue il terzo singolo, Drop the boy, che raggiunge il numero 2. Un'ulteriore scossa arriva con la reissue del singolo di debutto I owe you nothing (supportato anche da un nuovo video clip) che va direttamente alla prima posizione seguito a ruota dall'album di debutto, il pluridorato Push, che si piazza al numero 2. Push ad oggi ha venduto circa 6 milioni di copie in tutto il mondo. In occasione del tour di riferimento, il Big Push Tour (conosciuto anche come The Global Push, ndr), i Bros suonano in piazze di tutto rispetto quali il Sydney Entertrainment Centre, il Budokan di Tokyo, la Royal Albert Hall oltre a 10 serate consecutive alla Wembley Arena. La VHS che documenta l'intero tour, denominata The big push tour, risulta essere la più venduta di ogni tempo spodestando addirittura Thriller di Michael Jackson. A Natale del 1988 viene pubblicato il quarto singolo come doppia A side, Cat among the pigeons / Silent Night che va al numero 2. Segue a inizio 1989 il quinto singolo tratto da Push: I quit. In classifica si piazza al numero 4.
Durante una data a Berlino però accade un imprevisto. Il bassista Craig Logan, allora diciannovenne, accusa un'improvvisa stanchezza psicofisica tanto da dichiararsi malato. Decide di suonare dietro le quinte seduto su una sedia e nel backstage gira con una sedia a rotelle. Ne nasce un'accesa lite con il fratello Luke: Goss ovviamente si schiera con il gemello. Terminato lo show rientra a Londra e, anche se l'annuncio ufficiale verrà dato in seguito, lascia la band. Craig rivendicherà però pieno diritto nello sfruttamento del marchio "Bros" e a seguito di una lunga disputa in tribunale riceverà un grosso indennizzo. Rimarrà nel campo discografico come manager di altri artisti.

## 1989/90: The Time
Ad agosto del 1989 i Bros tornano sulle scene ridotti a duo. Anche la celeberrima effigie (i tre omini che sostengono il nome del gruppo) viene cambiata. Arriva così il nuovo singolo Too Much che si piazza al numero 2. A distanza di pochissimo tempo segue Chocolate box che si ferma al numero 9 (meglio nelle dance classifiche grazie all'azzeccatissima versione swing mix). I Bros entrano nella storia come il gruppo più giovane ad aver riempito lo Stadio Wembley in occasione dello show denominato Bro2 in 2 summer: un mastodontico concerto con Debbie Gibson ad aprire la serata dinnanzi a 80.000 fans in delirio. Seguono il secondo album (prodotto quasi interamente in Francia), The Time (numero 4), ed altri 2 singoli: Sister (dedicato alla sorella adottiva scomparsa in un incidente l'anno precedente) che non va oltre il numero 10 e Madly in love (che si piazza al numero 14). Il successo è sempre elevatissimo anche se non eguaglia quello raggiunto con Push. Questa volta i brani, che nel primo album erano prodotti interamente da Nicky Graham, sono co–prodotti dallo stesso Graham e da "Matt & Luke Goss".
In questo periodo inspiegabilmente comincia un accanimento mediatico senza precedenti nei confronti dei Bros. I fratelli Goss vengono accusati di essere arroganti, di sprecare i soldi in migliaia di spese inutili e addirittura di fare uso di sostanze stupefacenti, voce da loro sempre smentita energicamente.
Di notevole spessore, invece, il problema legato al contratto firmato in origine dai Bros con i loro manager. La forma dello stesso prevedeva infatti una percentuale sui ricavi (non sui guadagni, come è in uso fare) che in breve tempo vedrà la band (costretta a pagare fior di commissioni al management) finire sul lastrico.

## 1991: Changing Faces - La separazione
Dopo una lunga pausa, i Bros tornano a fine 1991 con un nuovo album, Changing Faces (numero 18 nelle charts) preceduto dal singolo Are you mine (numero 12) e seguito da Try (numero 27). Il terzo album mostra un sound più maturo, ricercato e a tratti rockeggiante. Viene inoltre prodotto quasi interamente da Matt e Luke. Pur avendo sempre un largo seguito di fans i Bros decidono di separarsi a inizio 1992. O meglio la decisione viene presa da Luke che appare distrutto dalla speculazione mediatica nei loro confronti.
Così i Bros si separano per intraprendere carriere soliste. Il brano A little damage done realizzato per la colonna sonora del musical Tycoon, verrà attribuito a "Matt & Luke Goss".

## 1992/95: Il trasferimento a Los Angeles - The Key
Dopo la separazione Goss si trasferisce negli USA (a Los Angeles) e dopo aver superato un'infinità di ostacoli legati all'ambientamento ed all'arroganza di alcuni discografici realizza l'album di debutto The Key preceduto dal singolo omonimo. L'album viene però pubblicato solo negli USA mentre il singolo raggiunge un modesto numero 38 in Gran Bretagna. Meglio fa il successivo If you where here tonight (non incluso nella prima versione di The Key) una reinterpretazione di Alexander O'Neal, che si piazza al numero 19. Così nel 1996 l'album viene ristampato con l'aggiunta di questo nuovo brano. Un terzo singolo (un'altra cover, questa volta di Stevie Wonder), Heaven is 10 Zillion light years away, viene pubblicato ottenendo un discreto successo.

## 1996/97: Gli anni in Italia - One
A seguito del brillante successo del remix dance di The Key nel 1997 Matt si trasferisce in Italia, a Milano, per realizzare con il produttore / dj italiano Joe T Vannelli (autore del remix di cui sopra) l'album pop / dance One sotto il nome di Co*bra, che viene però solo pubblicato in Italia. (Su massiccia richiesta dei fans residenti all'estero il cd verrà ristampato più volte e messo a disposizione on line). Vengono sfornati alcuni singoli che ottengono un moderato consenso: Love sweet love, Living for the city (altra cover di Wonder) e Vision. Vista la notevole produzione di mix e remix il progetto Co*bra va forte soprattutto nei club e nelle discoteche.
Trova spazio nell'album anche il brano This Pain cantato in duetto con Denise Parison dei Five Stars.

## 1998/2003: Gli album persi
Segue un periodo scuro ricco di delusioni per Goss. Il problema insormontabile è trovare un contratto attendibile con le case discografiche. Nel 1999 il brano Lucky day trova spazio nella colonna sonora del film Stuart Little; nel 2000 il lento Open my heart viene inserito nel progetto benefico Sounds for a better world. In questi anni Goss ha la possibilità di cimentarsi come autore per altri artisti: scrive Secret garden per Martine McCutcheon e Never knew per Alison Limerick.
Sempre nel 2000 Goss firma un contratto con la Universal per un nuovo album; poco prima dell'uscita però alcune incomprensioni diventano insormontabili ed il progetto viene bloccato interamente: l'album non esce.
Un fatto analogo accade nel 2003: Goss realizza alcuni nuovi brani che vengono messi a disposizione sul suo nuovo sito (tra i quali spicca Carolyn, dedicata alla sorella adottiva - a cui Matt ha dedicato anche Sister - e morta a soli 18 anni travolta da un automobilista ubriaco). L'album, che avrebbe dovuto vedere la luce con il titolo Face the wind, viene soppresso poco prima della data di uscita.

## 2003/2004: Early side of later
Ad agosto però  dopo aver trovato un accordo con l'etichetta Concept Goss torna con un nuovo singolo, I'm coming with ya, che ottiene un buon numero 22 nella classifica dei singoli con conseguente presenza a Top of the Pops. Questo fatto segna il ritorno di Matt Goss in Inghilterra dopo anni di assenza. Parte un tour che lo rilancia a tutti gli effetti, considerando il calore del pubblico ed il forte consenso della critica.
A inizio 2004 vede la luce anche il nuovo album intitolato Early side of later a cui fa seguito il singolo Fly (numero 27). Il successo aumenta con la presenza al reality show Hell's Kitchen.
A fine 2004 Goss inizia una collaborazione con il duo dance italiano Minimal chic: viene così pubblicato il singolo I need the key (versione interamente reinterpretata di The key) che ottiene un buon successo nei club.
Nello stesso periodo esce l'autobiografia autorizzata di Goss, More than you know.
Poco dopo un altro brano, il remix di With or without you degli U2, viene pubblicato dai Minimal Chic (solo su vinile) sempre con la voce di Goss.

## 2005/2009: Il presente
Nel frattempo Goss torna a vivere a Los Angeles con la modella / presentatrice di MTV America Daisy Fuentes.
Al momento il cantante sta registrando con la supervisione di Babyface il suo nuovo album. Su Internet da un po' di mesi è disponibile il primo singolo estratto, It's the end of the road, brano che è presente nel reality show americano So you think you can dance.
A fine 2007 Goss è stato messo sotto contratto dalla Chrisalys come artista, autore e compositore.
Il 4 agosto 2009, a 5 anni di distanza da Early Side of Later, esce su iTunes il nuovo singolo intitolato Evil, accompagnato da un video. Per il 15 settembre 2009 è invece prevista la pubblicazione del nuovo album, intitolato Gossy.
Sempre nel mese di settembre, Matt dà il via ad una serie di serate presso il casino di Las Vegas in cui si esibisce in una sala denominata "The Gossy Room" (gioco di parole con il suo cognome) riscontrando molto successo per le sue esibizioni live (tra cui un duetto con Nicole Scherzinger delle Pussycat Dolls).

## Impegno benefico
Matt, insieme a Luke, è stato coinvolto nel progetto Band Aid del 1989 ed ha interpretato Do they know it's Christmas.

## Discografia

### Singoli
- 1987 I Owe You Nothing
- 1988 When Will I Be Famous?
- 1988 Drop the Boy
- 1988 I Owe You Nothing (reissue)
- 1988 Silent Night/Cat Among the Pigeons
- 1989 I Quit
- 1989 Too Much
- 1989 Chocolate Box
- 1989 Sister
- 1990 Madly in Love
- 1991 Are You Mine?
- 1991 Try
- 1995 The Key
- 1996 If You Were Here Tonight
- 1996 Heaven Is 10 Zillion Light Years Away
- 1997 Love Sweet Love
- 1997 Living for the City
- 1998 Vision
- 2003 I'm Coming with Ya
- 2004 Fly
- 2006 It's the End of the Road
- 2009 Evil

### Album in studio
- 1988 Push
- 1989 The Time
- 1991 Changing Faces
- 1995 The Key (prima edizione)
- 1996 The Key (seconda edizione)
- 1997 One (pubblicato solo in Italia)
- 2003 Face the Wind (non pubblicato)
- 2004 Early Side of Later
- 2009 Gossy

### Raccolte
- 2004 The Very Best of Bros

### DVD
- 2004 The Big Picture